# Megachile aequilibra
Megachile aequilibra là một loài Hymenoptera trong họ Megachilidae. Loài này được Vachal mô tả khoa học năm 1908.